# Яшар Нури Йозтюрк
Професор д-р Яшар Нури Йозтюрк (на турски: Yaşar Nuri Öztürk) е турски професор по ислямска теология, юрист, полически деец и председател на Партията за възход на народа (Halkın Yükselişi Partisi).

## Биография
Яшар Нури Йозтюрк е роден на 22 юни 1945 година в град Сюрмене, Турция. Дядо му е шейх на суфитския орден накшбандия. През 1968 година Йозтюрк отпътува за Истанбул, за да посещава Висшия ислямски институт. Същевременно се записва в Юридическия факултет на Истанбулския университет и практикува „право“ няколко години. Впоследствие се завръща в университета, за да изучава религиозни науки, подготвя дисертация за ислямския мистицизъм и защитава докторат през 1980 година. След това започва да пише за тиражния вестник „Хюриет“. Седем години по-късно е дебютът му в Националната телевизия на Турция, появява се в предаването „Светът на вярата“ по канал TRT, където прави три минутни представяния на религиозни теми. През 1986 година става доцент.
Владее и пише книги на турски, арабски, фарси (ирански, персийски), английски и френски. Посочен е сред 10-те най-важни личности на 20 век от американското списание „Тайм“.